# Iwasa Matabei
Matabei, de nom real Iwasa Matabei-Nojō Shōi (Iwase Matabei Katsumochi) i amb noms artístics com a pintor: Doun, Unno, Hekisho-Kyu i Sho, nascut l'any 1578 a la província de Fukui i mort el 20 de juliol del 1650 a Edo, fou un pintor japonés dels segles XVI i XVII.

## Biografia
Iwasa Matabei (també conegut com a Shōi o Katsumochi) és sovint vist com el pare de l'ukiyo-e i una de les obres més antigues d'aquest moviment, la Pantalla Hikone (col·lecció privada), els vestits sumptuosos de la qual, les línies sensuals, la calma, l'alegria i l'encant que n'emanen són característics de l'estil ukiyo-e, se li ha atribuït durant molt de temps. Aquesta autoria és ara absolutament qüestionada.
Matabei era fill d'un soldat, Araki Murashige, que, al servei d'Oda Nobunaga, s'acabà suïcidant. Aquesta és la raó per la qual es va criar amb el nom de la seua mare, Iwasa. Va rebre formació pictòrica al taller de Kano Shigesato; sembla, però, encara més influenciat per l'Escola Tosa. Així, entre les seues obres més famoses, els Retrats dels poetes Tsurayuki i Hitomaro s'executen amb un pinzell ampli i lliure, en la tradició de l'Escola Kanō, mentre que el Retrat de Daruma, testimoni del poder de la seua tinta en una gamma estreta de tons, no és pas ni totalment d'estil Kanō ni Tosa, sinó una síntesi de tots dos, específica de Matabei. La cosa certa és que la major part de la seua producció és clarament a la manera Tosa, tot i que molt personal i delicada. Reprén temes antics de Genji monogatari (El conte de Genji) i els Contes d'Ise, que sovint barreja amb llegendes xineses.

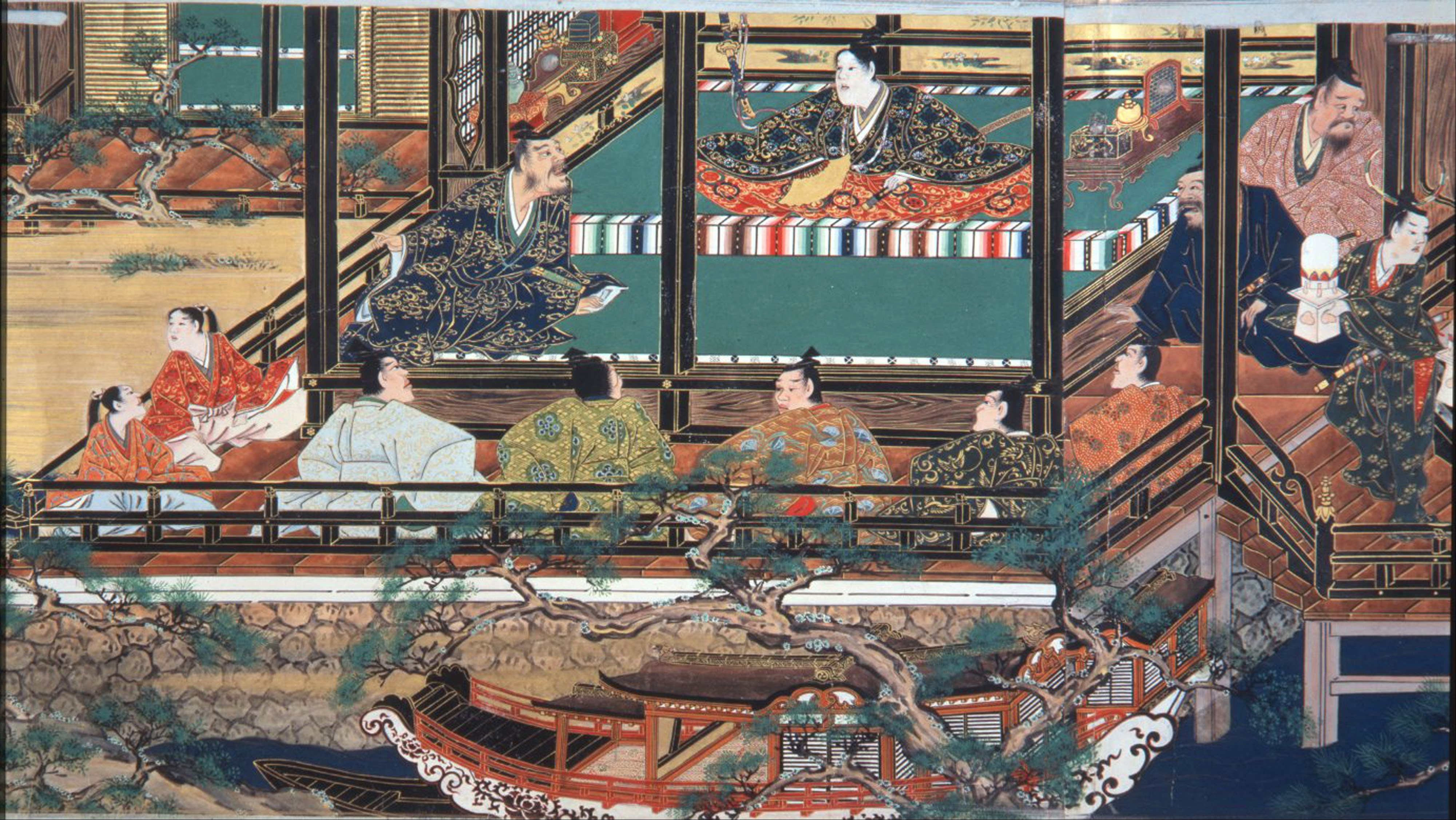
Història de Yamanaka Tokiwa. Corró portàtil en 12 volums: volum 11. Atribuït a Iwasa Matabei. Colors sobre paper. H. 34 cm; L. 15 m. Museu d'Art MOA

## Trajectòria artística
Ja avançat en edat, s'estableix a Echizen, a la prefectura de Fukui i hi treballa per compte del Sr. Matsudaira. És gràcies a aquest que la reputació de Matabei arribà al shogun Tokugawa Iemitsu (1604-1651) que, el 1640, li encarrega la sèrie de Trenta-sis poetes, per al santuari de Tōshō-gū de Kawagoe. El seu deute amb la tradició Tosa s'afirma en aquests quadres, sobretot perquè la signatura de l'artista va precedida d'aquestes paraules: Eshi Tosa Mitsunobu matsuryũ, és a dir: del pintor Matabei, el darrer del corrent de Tosa Mitsunobu. És difícil explicar per què Matabei arribar a ser considerat el pare de l'ukiyo-e.

## Confusió patronímica
Sabem que el nom d'un artista anomenat Tsuno Matabei apareix en una de les obres del famós dramaturg Monzaemon Chikamatsu i sembla que s'oblida l'estil original d'Iwasa Matabei, mentre que naix l'altre Matabei, un famós pintor popular, llegendes que probablement contribueixen a fer confondre els dos noms. Donada la posició social dels mecenes d'Iwasa Matabei, és poc probable que aquest pintor de l'òrbita de Tosa pogués ser la font de l'ukiyo-e.
|  |  |